# Schloss Ditterswind

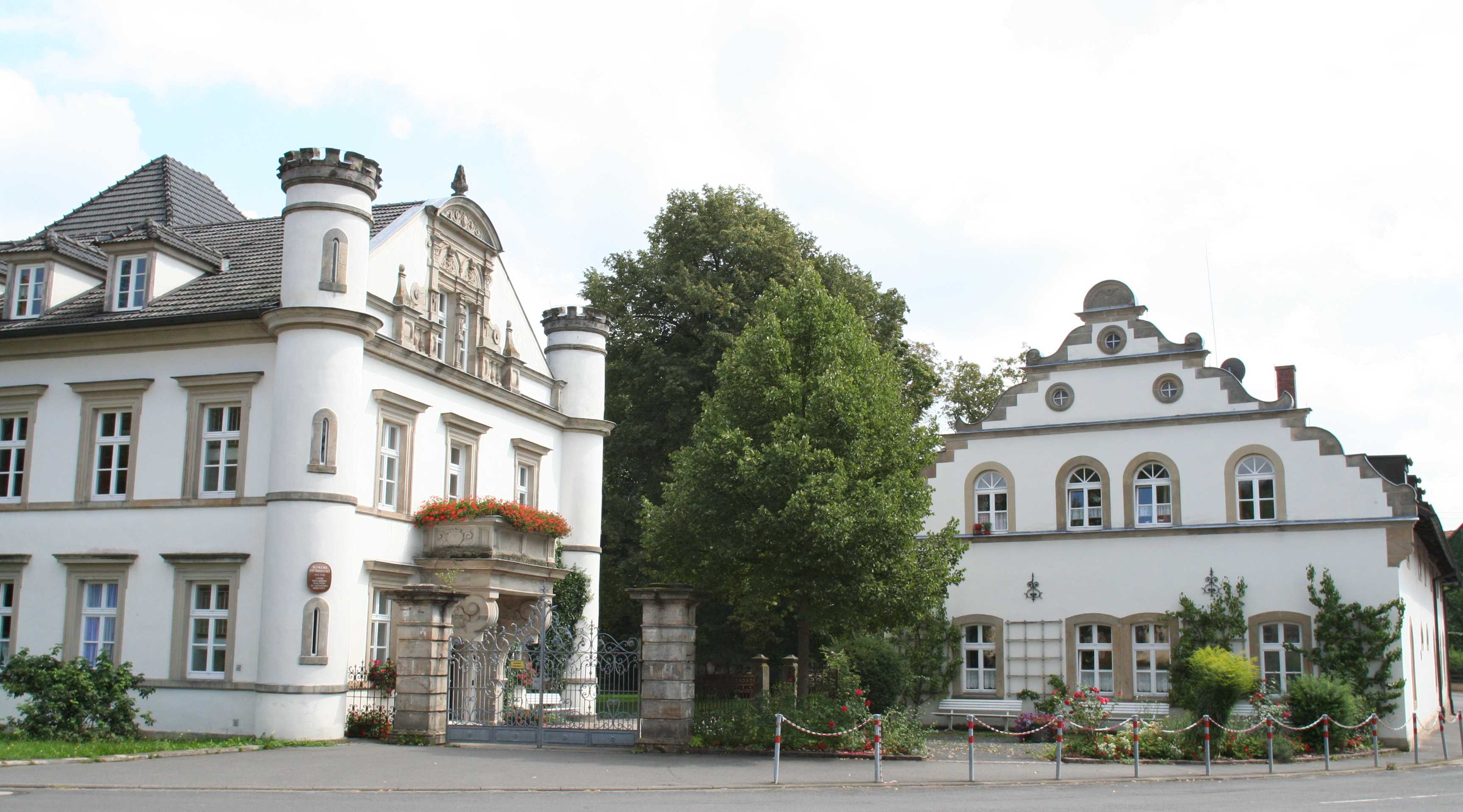
Schloss Ditterswind, Blick von Nordwesten (2007)

Das Schloss Ditterswind liegt im Zentrum des Maroldsweisacher Ortsteiles Ditterswind im Landkreis Haßberge in Unterfranken. Der ehemalige Adelssitz wurde nach dem Zweiten Weltkrieg mehrfach umgebaut, war von 1950 bis 2015 im Besitz der Rummelsberger Diakonie und ist seit 2017 in Privatbesitz.

## Geschichte
Der Name des Ortes deutet auf die Ansiedlung slawischer (wendischer) Siedler durch einen deutschen Grundherren hin. Im Mittelalter waren dort verschiedene Grundherren (Ganerben) begütert. Die komplizierte Herrschaftsgeschichte ist bisher wenig erforscht. Ab dem 17. Jahrhundert saßen die Herren von Stein zu Altenstein im Ort, deren (Burg Altenstein) in der Nähe sich als mächtige Ruine erhalten hat. Die Altensteiner gehörten bereits im 14. Jahrhundert zu den Ganerben der Herrschaft. Um 1711 begann die Familie mit dem Neubau des Schlosses, bei dem einige ältere Bauteile einbezogen worden sein sollen. Die Bauarbeiten waren erst 1743 beendet, da sich die ehemals so wohlhabenden Stein in ständigen Finanzschwierigkeiten befanden. So musste die Hauptlinie dieses alten Geschlechtes Anfang des 18. Jahrhunderts seine Stammburg aufgeben und in das bescheidene Schloss Pfaffendorf im Tal umziehen. Gegen Ende des 18. Jahrhunderts wurden die Fuchs von Bimbach und Dornheim als Besitzer genannt, deren großes Barockschloss Burgpreppach noch den benachbarten Markt Burgpreppach beherrscht. Von 1841 bis 1950 besaß die 1884 geadelte Familie von Deuster das Anwesen. 1880 begann diese mit dem Umbau und der Erweiterung der Anlage in repräsentativen Neurenaissanceformen. 1887 wurde Carl Oskar von Deuster zum Reichsrat ernannt.
Das Ende des Zweiten Weltkrieges brachte die kurzzeitige Besetzung durch amerikanische Truppen, anschließend diente das Schloss als Flüchtlingsdurchgangslager. Ab 1947 stellte Carl von Deuster die Räumlichkeiten der Inneren Mission zur Verfügung. 1950 erwarben die Rummelsberger Anstalten das Schloss, das bis in die 1960er Jahre ein Kinderheim beherbergte. Seit 1967 war der ehemalige Adelssitz ein Zuhause für geistig und mehrfach behinderte Menschen, die weitgehend in das Dorfleben integriert wurden. In den Jahren 1984 bis 1987 erfolgte eine gründliche Instandsetzung der Bausubstanz, die das gepflegte Erscheinungsbild des Komplexes prägt. Seit dem Auszug der Rummelsberger Diakonie im Dezember 2015 steht das Schloss leer. Seit Juni 2017 ist das Schloss nicht mehr öffentlich zugänglich.

## Baubeschreibung

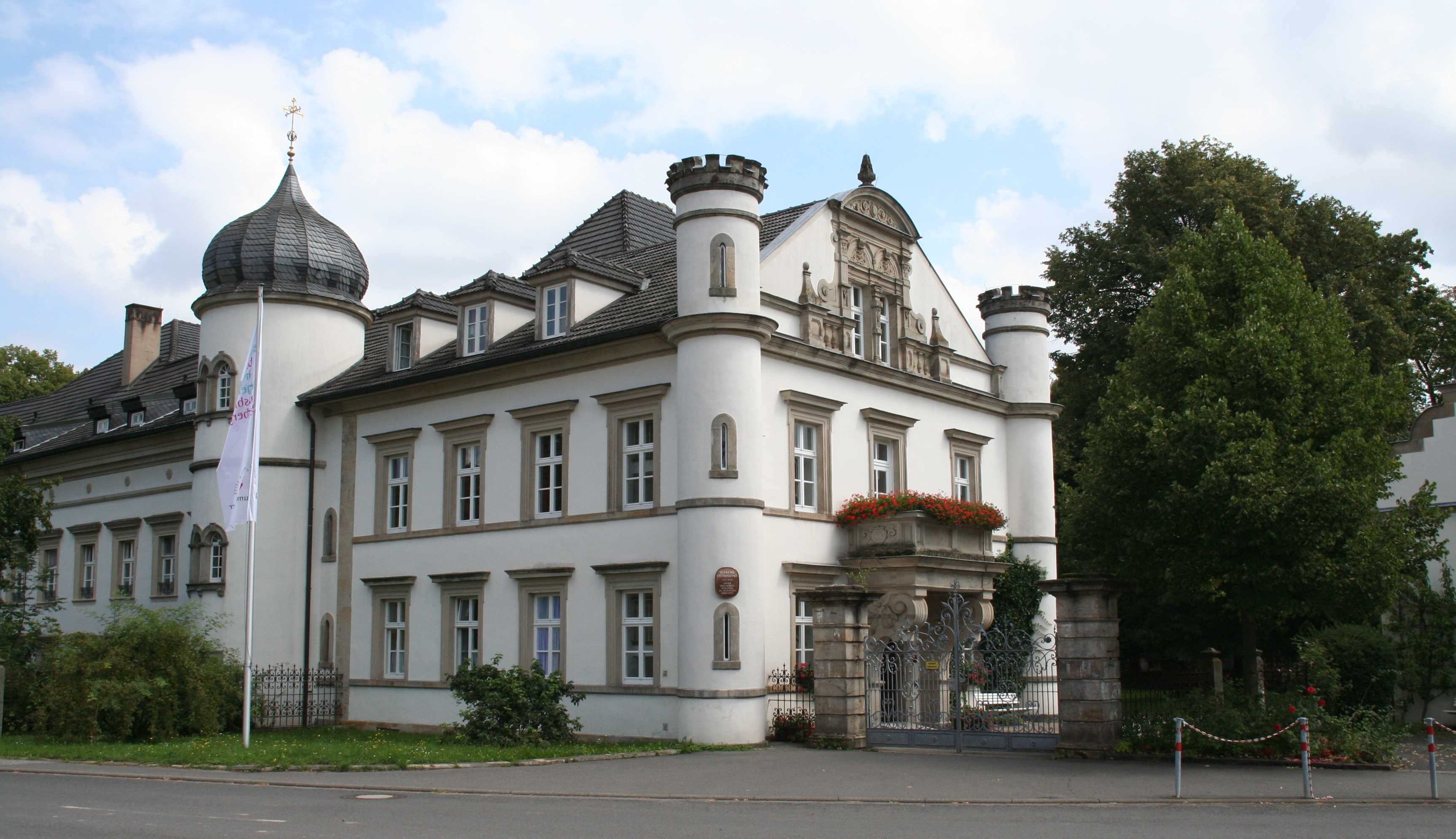
Schloss Ditterswind (2007)

Die große Schlossanlage erscheint weitgehend als Werk des Historismus. Der zweigeschossige Langflügel umfasst 23 Fensterachsen. Das alte Schloss wurde aufgestockt, westlich fügte man einen Anbau hinzu, der von schmalen, zinnenbekrönten Ecktürmchen abgeschlossen wird. Auf der Straßenseite trennt ein  vorspringender Rundturm mit einer Zwiebelhaube Alt- und Neubau. Am Altbau kündet das Wappen der Stein von Altenstein vom Bauabschluss 1743. Die Westseite zieren eine reiche Giebelblende in Renaissanceformen und ein Steinbalkon auf wuchtigen Konsolen über dem Hauptportal. Auf der Parkseite beleben ein Schmuckgiebel und ein kräftiger Turm mit Walmdach den Neubau. Im Osten wurde vor einigen Jahrzehnten ein nüchterner Zweckbau angefügt.
Das Innere ist durch die späteren Umnutzungen weitgehend verändert. Der etwa drei Hektar große Park diente vornehmlich der Erholung der Heimbewohner.